# Cagamuja
La cagamuja (Euphorbia lathyris) és una espècie de planta de la família euphorbiaceae, plantes conegudes en català generalment com a lletereses. També es coneix com a cagamuixa, cagamuix o cagamoixa, catapúcia de Montserrat, herba de cuca, herba sopera, herba vomitòria, lletera, cataprúcia, tàrtago…

## Distribució i hàbitat
La cagamuja és originària d'Àsia, però ja fa molt temps que s'ha estès a tota l'Europa meridional, sobretot a la zona del mediterrani on ja fa segles que s'ha aclimatat. Ha estat catalogada com a espècie invasora en molts llocs del planeta, a Catalunya es considera com un arqueòfit. És una planta ruderal, que creix a solars, prats secs, erms i camps abandonats. No li agrada massa l'ombra, viu preferentment als llocs assolejats.

## Descripció

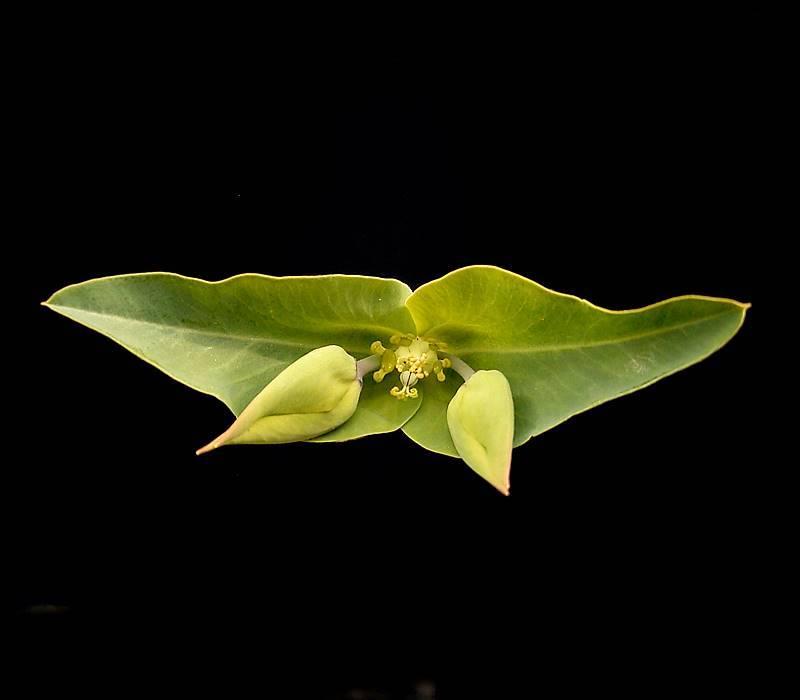
Cagamuja (Euphorbia lathyris); detall del ciati

És una planta biennal, ocasionalment anual, que creix fins a una alçada d'entre 30 i 90 cm. La tija de la cagamuja pot arribar a una gruixa de 2 cm. Les fulles són sense pecíol, de textura llisa i de color verd blavós fosc. La nervadura central, de color més pal·lida, és molt característica. Les fulles de la cagamuja són molt llargues i estretes i poden arribar a fer 15 cm de llargada. Cap a la corona, les fulles esdevenen més curtes i prenen forma triangular.
Les flors o ciatis són petites i verds o verd groguenc, sense pètals. Els fruits madurs prenen una color marró o grisenca.

## Propietats medicinals i toxicitat

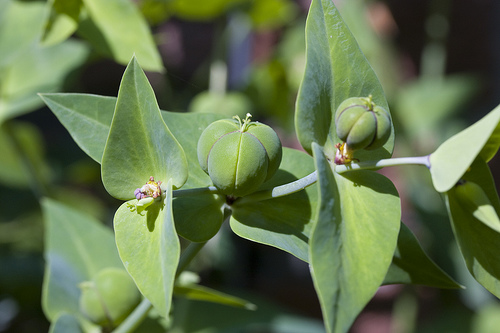
Cagamuja (Euphorbia lathyris); detall dels fruits.

Com altres plantes similars del gènere eufòrbia la cagamuja produeix una resina blanca o làtex molt tòxica. Coneguda vulgarment com a «let» antigament es feia servir com a metzina, com a laxant, com a antisèptic i per tractar berrugues a la fitoteràpia tradicional. Pot causar dermatitis de contacte i en ingerir-la greus problemes de salut fins a la mort per a humans i bestiar.
El nom de la cagamuja prové de les propietats violentament laxants d'aquesta llet"-. Les cabres mengen aquesta fulla i no semblen afectades pel verí, tot i així la toxina d'aquesta lleteresa es pot transmetre mitjançant la llet de cabra.
S'ha demostrat que plantar cagamuges és un remei efectiu contra els talps, que prefereixen viure lluny de les arrels tòxiques d'aquesta planta. En anglès rep també el nom de mole plant (planta de talp) perquè cacaria talps i ratolins, tot i que és més aviat una llegenda no confirmada pels fets.

## Paisatgisme

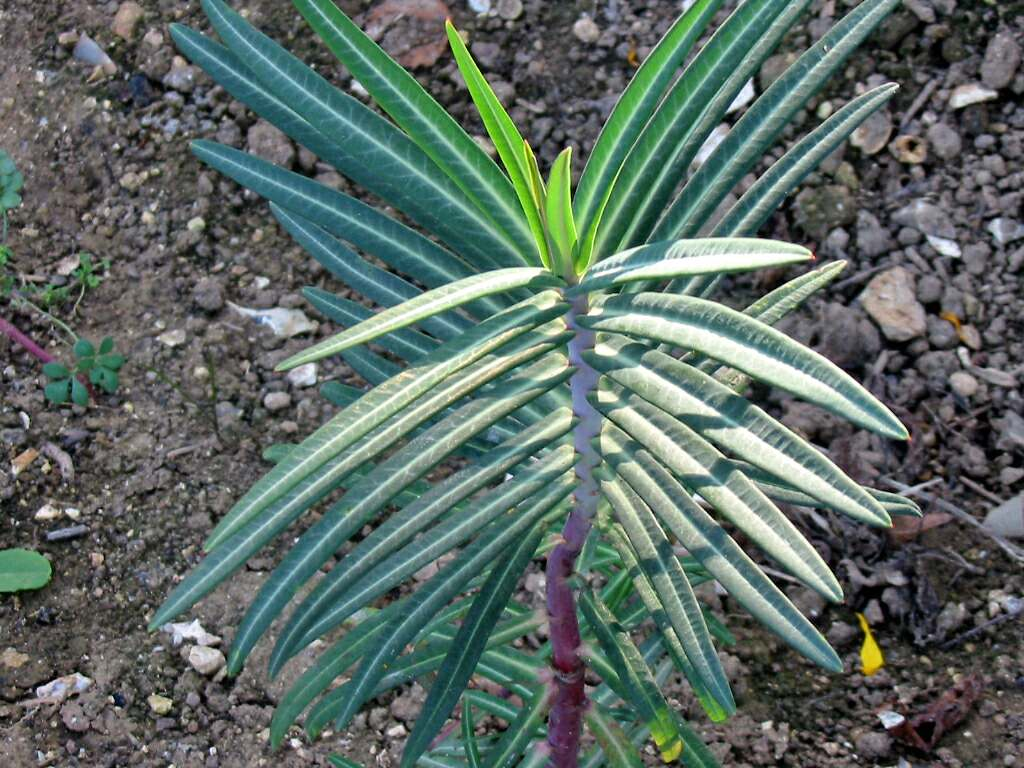
Cagamuja (Euphorbia lathyris); varietat ornamental ideal per a jardins.

La cagamuja és una planta molt robusta. Hi ha varietats ornamentals que són apreciades com a plantes de jardí car requereixen poca cura.
La cagamuja, amb les seves varietats ornamentals, és una planta d'interès paisatgístic que es fa servir com a planta ornamental als jardins de les urbanitzacions de la costa. És una planta ideal quan hom vol un efecte de flora local del Mediterrani i hom vol estalviar aigua, car és una planta elegant, agraïda i molt resistent. Les mates d'aquesta lleteresa queden força bé entre roques i al peu dels murs dels xalets.